# Bob Mansfield
Bob Mansfield a été un employé d’Apple, vice-président senior des sections d’ingénierie matérielle pour les Mac et les périphériques.
Mansfield a obtenu en 1982 un diplôme BSEE d’électrotechnique à l’université du Texas. Il a ensuite assumé les postes de directeur senior chez SGI et de vice-président de l’ingénierie chez Raycer Graphics, qui est acquis par Apple en 1999. À la suite de cette acquisition, Mansfield est resté chez Apple pour remplir son nouveau rôle de vice-président senior de l’ingénierie matérielle Mac, pour superviser les équipes qui ont conçu les produits tels que l’iMac et le MacBook.
En août 2010, Mansfield prend la direction de l’ingénierie matérielle pour les périphériques, poste laissé vacant par Mark Papermaster. Il dirige alors les deux équipes concevant le matériel Mac et iPhone.
En juin 2012, Apple annonce son futur départ à la retraite. Tim Cook déclare que « Bob a joué un rôle décisif dans notre équipe de direction, supervisant l’ingénierie matérielle et l’équipe qui a sorti des dizaines de produits novateurs au fil des années ». Il a été remplacé par Dan Riccio à la tête de l’ingénierie matérielle d’Apple.
Pourtant, en juillet 2016, des rumeurs confirmées par le Wall Street Journal affirment que l'homme serait à la tête du Project Titan, un moonshot développé en interne et visant à concevoir un véhicule électrique au sein d'Apple.